# Sebuda
Sebuda (Qere: hebräisch זבודה zəbûdâh, für Ketib: hebräisch זבידה zəvîdâh)  war eine Ehefrau von Joschija, König des Reiches Juda, und Mutter des Königs Jojakim. Sie lebte im 7. Jahrhundert v. Chr.
Der Name bedeutet „die Geschenkte“. Die zugehörige männliche Namensform ist zabûd (der Geschenkte). Beide sind Bezeichnungsformen zu den Satznamen zəbadjā(hû) und zabad  „JHWH (er) hat geschenkt“. Damit handelt es sich um einen theophoren Namen.
Sebuda wird im Tanach nur in 2. Könige 23,36  namentlich erwähnt. Demnach war sie die Tochter von Pedaja aus Ruma. Die Lage dieses Ortes ist unbekannt.
In den antiken griechischen Übersetzungen kommt der Name der Königinmutter Sebuda nicht vor. Im 4. Buch der Königtümer, das dem hebräischen 2. Buch der Könige entspricht, heißt die Mutter König Jojakims vielmehr „Jeldaph, eine Tochter des Pheïdas, aus Ruma“ (Kaige-Rezension) oder „Amital, eine Tochter Jeremias, aus Lobenna“ (Antiochenischer Text). Für den Antiochenischen Text lässt sich folgende hebräische Vorlage rekonstruieren: „Hamutal, Tochter Jirmejahus aus Libna.“
Flavius Josephus nennt die Mutter des Königs Jojakim in den Jüdischen Altertümern (10,83) altgriechisch Ζαβουδα Zabouda.